# Fred Raskin
Fred Raskin (* 26. September 1973 in Philadelphia, Pennsylvania) ist ein US-amerikanischer Filmeditor.

## Leben
Raskin begann Mitte der 1990er Jahre seine Laufbahn im Bereich Filmschnitt zunächst als Schnittassistent. Der 2006 entstandene Annapolis – Kampf um Anerkennung war seine erste große Filmproduktion als eigenständiger Editor und die erste Kooperation mit dem Regisseur Justin Lin. Raskin war danach an den Teilen drei bis fünf der Fast-&-Furious-Filmreihe beteiligt, die ebenfalls von Lin inszeniert wurden. 
Als Schnittassistent war er auch an Kill Bill – Volume 1 und Kill Bill – Volume 2 beteiligt, was seine erste Zusammenarbeit mit Quentin Tarantino bedeutete. Seit Django Unchained (2012) ist Raskin als Nachfolger der verstorbenen Sally Menke dessen Filmeditor. Außerdem arbeitete Raskin fünf Mal mit Regisseur James Gunn zusammen.
Für Django Unchained erhielt Raskin eine Nominierung für den British Academy Film Award in der Kategorie Bester Schnitt. Seine Arbeit an Guardians of the Galaxy (2014) brachte ihm mehrere Nominierungen ein, darunter für den Saturn Award.

## Filmografie (Auswahl)
- 2006: Annapolis – Kampf um Anerkennung (Annapolis)
- 2006: The Fast and the Furious: Tokyo Drift
- 2008: Das Lazarus-Projekt (The Lazarus Project)
- 2009: Fast & Furious – Neues Modell. Originalteile. (Fast & Furious 4)
- 2010: The Big Bang
- 2011: Fast & Furious Five (Fast Five)
- 2012: Django Unchained
- 2014: Guardians of the Galaxy
- 2015: Bone Tomahawk
- 2015: The Hateful Eight
- 2017: Guardians of the Galaxy Vol. 2
- 2018: Das Haus der geheimnisvollen Uhren (The House with a Clock in Its Walls)
- 2019: Once Upon a Time in Hollywood
- 2021: The Suicide Squad
- 2022: Peacemaker (Fernsehserie)
- 2023: Guardians of the Galaxy Vol. 3
- 2024: Carry-On
- 2025: A Working Man